# کلیسای مریم مقدس (کاربی)
کلیسای مریم مقدس (ارمنی: Սուրբ Աստվածածին؛ انگلیسی: Surp Astvatsatsin Church) یک کلیسا متعلق به کلیسای حواری ارمنی واقع در شهر کاربی، استان آراگاتسوتن ارمنستان می‌باشد. ساخت و ساز این ساختمان در سده ۷ام میلادی؛ به پایان رسید. این بنا به سبک معماری ارمنی طراحی شده است.
باسیلیکا بین سال‌های ۱۶۹۱–۱۶۹۳ میلادی تکمیل شده است، در حالی که ناقوس زودتر در سال ۱۳۳۸ ساخته شده است.
کلیسای مریم مقدس یک باسیلیکای سه شبستانی است که یک سقف شیروانی تکی تمام بدنه سازه را می‌پوشاند و یک گنبد کوچک خارج از مرکز. چندین خاچکار بزرگ در دیوارهای بیرونی کلیسا تعبیه شده است.
یک ناقوس بزرگ دو طبقه در مقابل انتهای شرقی کلیسا قرار دارد. ناقوس سازه‌ای مجزا از باسیلیکا است. دارای یک طاق‌نما بزرگ است که به عنوان تکیه‌گاه گنبد بالایی عمل می‌کند. گنبد را هشت ستون نگه می‌دارند و گنبدی مخروطی در بالا دارد.

## نگارخانه

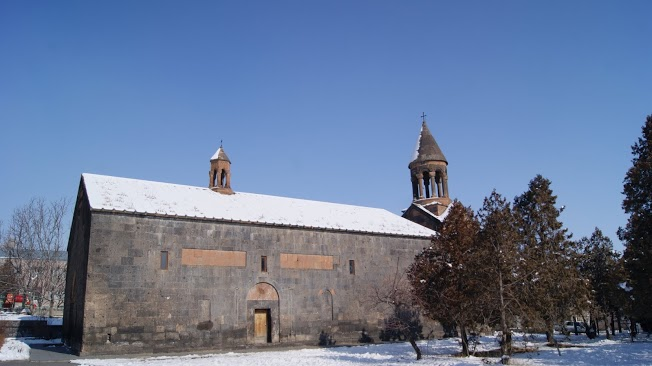
کلیسای مریم مقدس و برج ناقوس
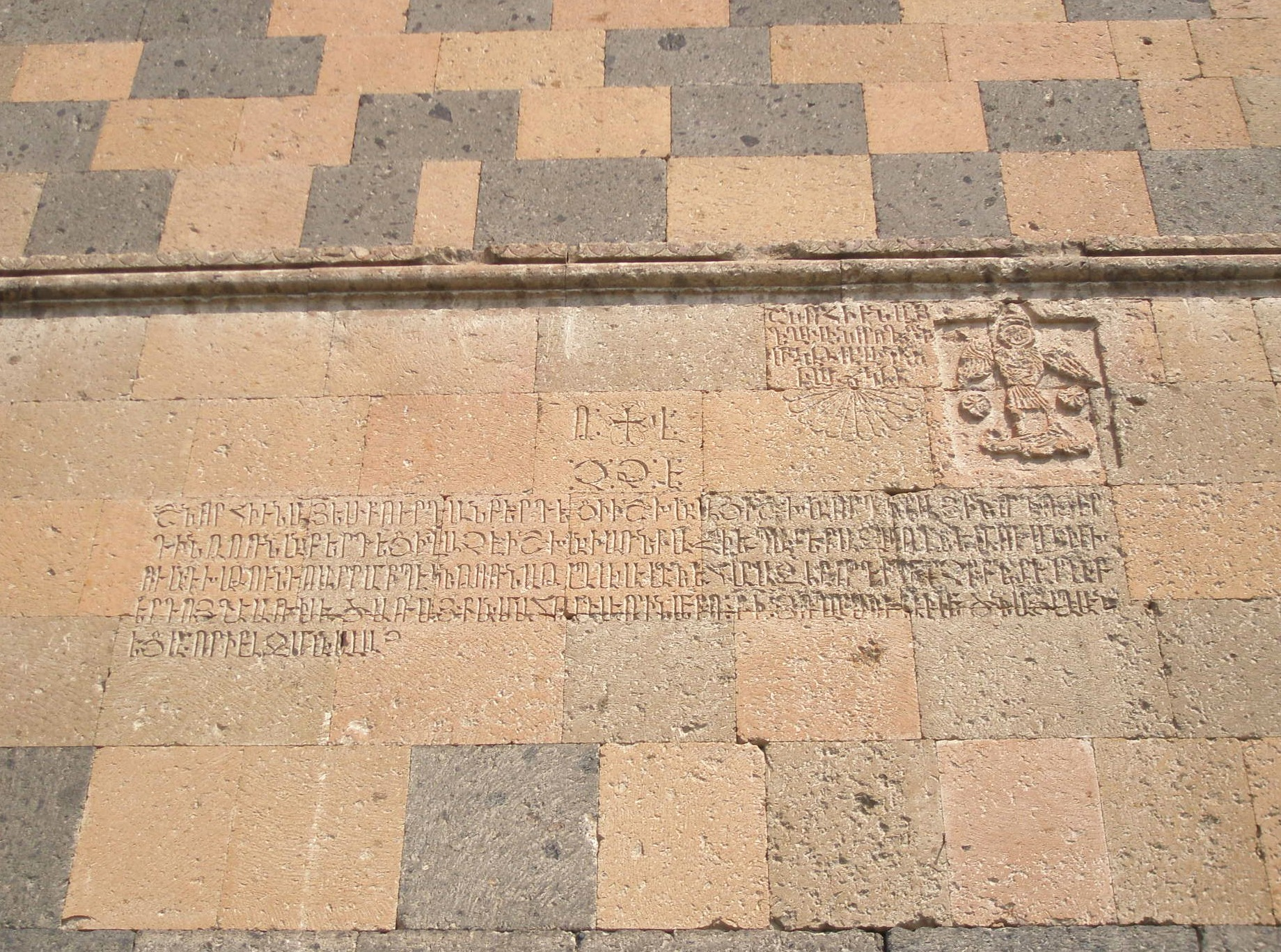
کتیبه برج ناقوس (at the midsection of the wall)
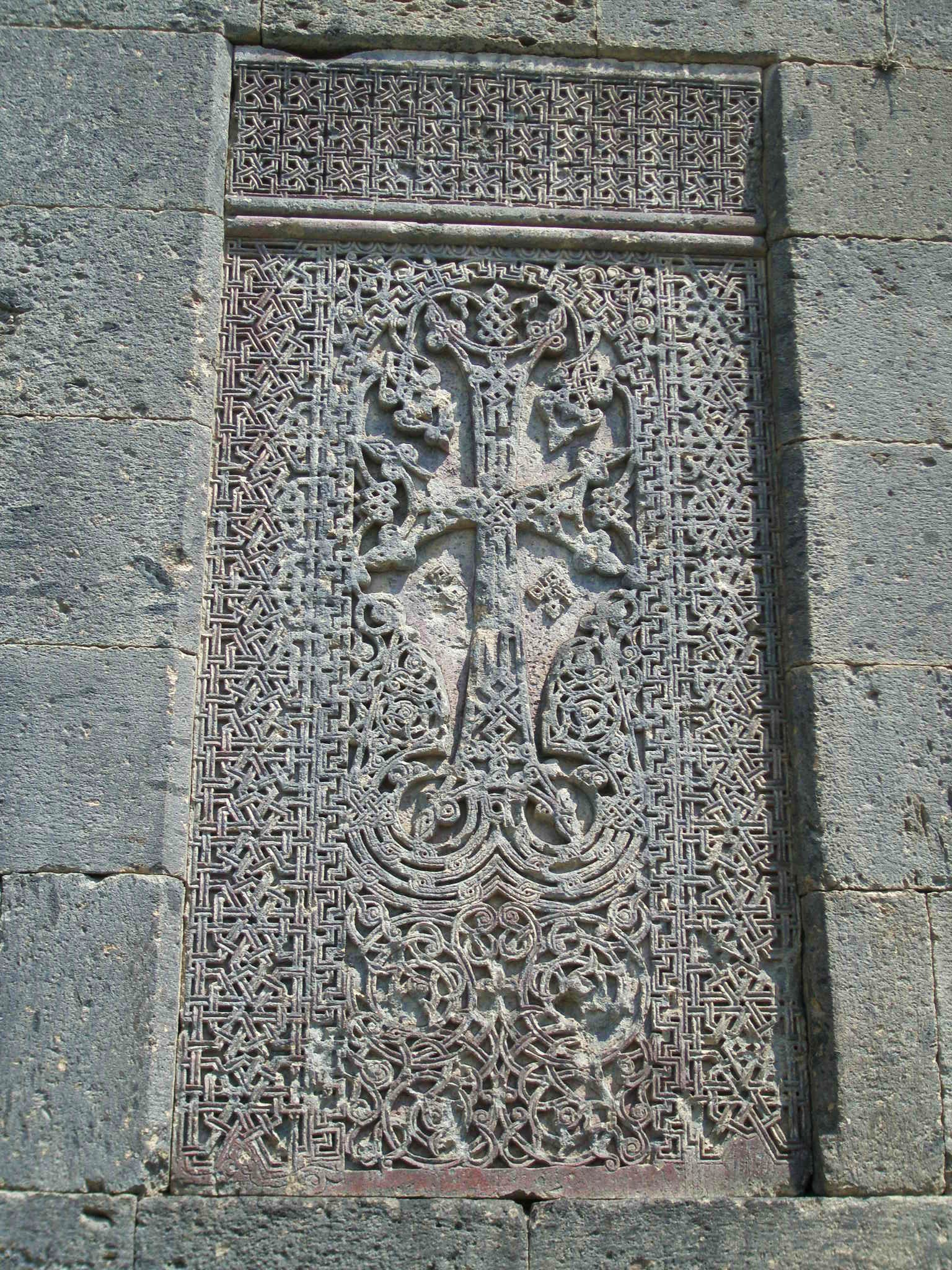
Khachkar embedded into the wall of S. Astvatsatsin
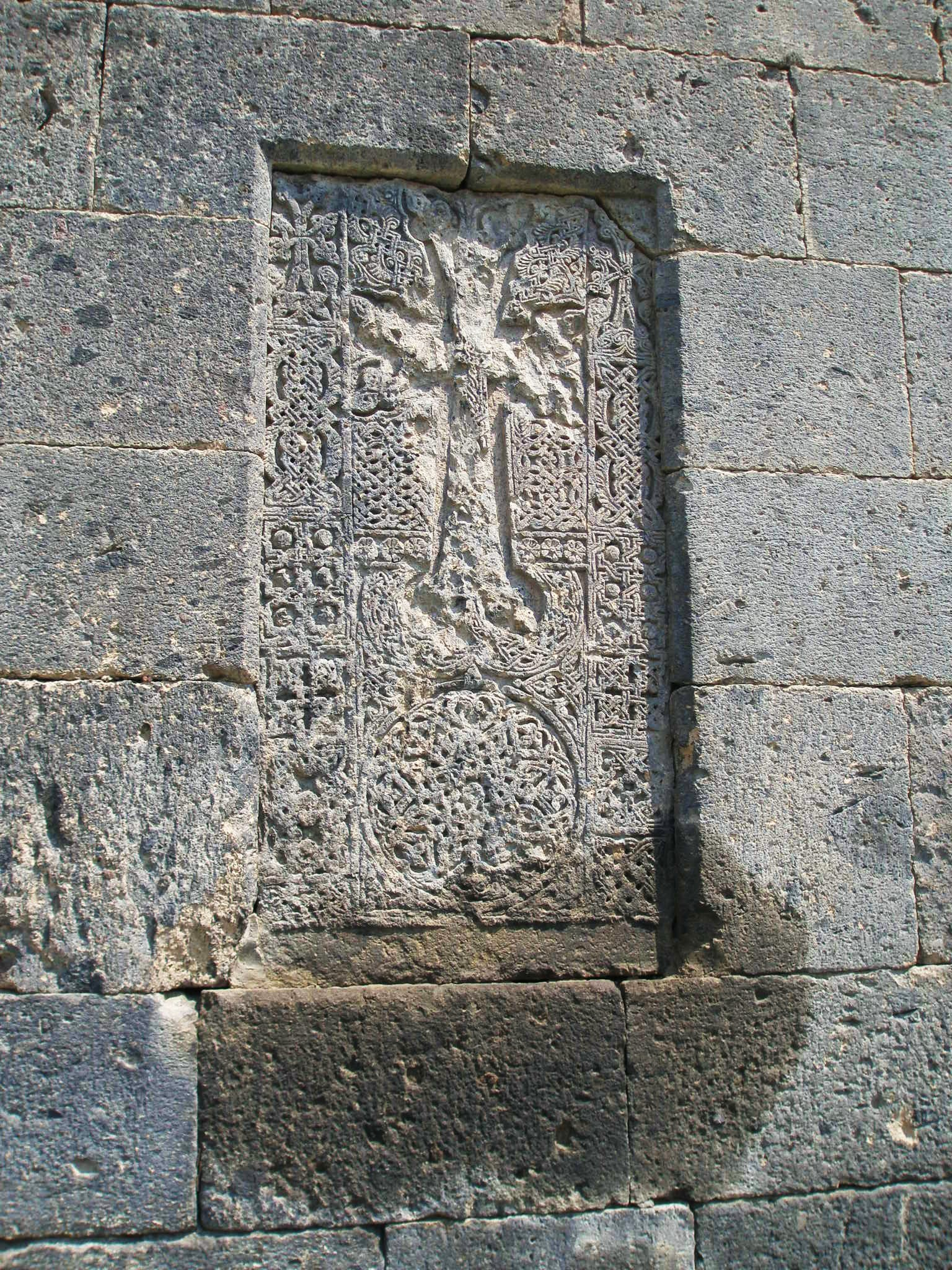
خاچکار دیگر
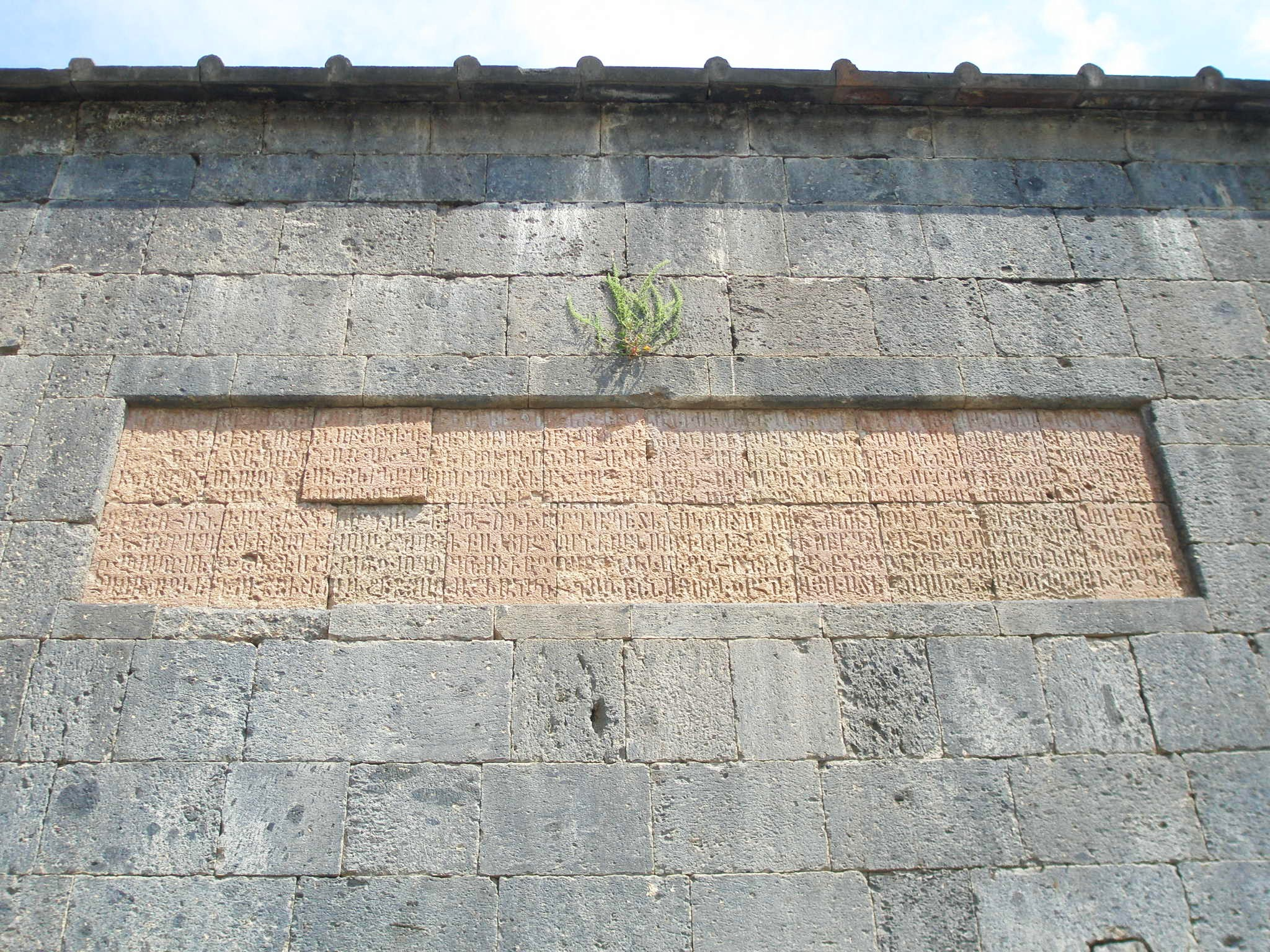
Inscription built into the upper walls of the church exterior